# Alperen Şengün
Alperen Şengün (ur. 25 lipca 2002 w Giresunie) – turecki koszykarz, reprezentant kraju, występujący na pozycji środkowego, obecnie zawodnik Houston Rockets.
W 2021 reprezentował Houston Rockets podczas rozgrywek letniej ligi NBA. W sezonie 2023/2024 zajął 3. miejsce w głosowaniu na gracza, który poczynił największy postęp w lidze NBA.

## Osiągnięcia
Stan na 19 lutego 2023, na podstawie, o ile nie zaznaczono inaczej.

### NBA
- Zwycięzca turnieju Clorox Rising Stars (2022)[3]
- Uczestnik turnieju drużynowego Rising Stars Challenge (2022, 2023[4])

### Drużynowe
- Mistrz Turcji juniorów (2019)

### Indywidualne
- MVP ligi tureckiej (2021)

### Reprezentacja
Seniorów
- Uczestnik kwalifikacji do:
  - igrzysk olimpijskich (2020/2021 – 4. miejsce)
  - mistrzostw Europy (2020)

Młodzieżowe
- Wicemistrz Europy U–18 (2019)
- Brązowy medalista mistrzostw Europy U–16 (2018)
- Uczestnik mistrzostw świata U–17 (2018 – 5. miejsce)
- Zaliczony do I składu mistrzostw Europy:
  - U–18 (2019)
  - U–16 (2018)